# Bruce Joel Rubin
Pour les articles homonymes, voir Rubin.
Cet article concerne lescénariste américain principalement connu pour le scénario du film Ghost. Pour l'homonyme, lui aussi scénariste américain, mais principalement connu pour avoir coécrit le scénario du film Zapped!, voir Bruce Rubin (scénariste).
Bruce Joel Rubin est un producteur, réalisateur et scénariste américain, né le 10 mars 1943 à Détroit, dans le Michigan (États-Unis).

## Filmographie

### Comme scénariste
- 1964 : Jennifer (court métrage) de Brian De Palma
- 1986 : L'Amie mortelle (Deadly Friend)
- 1990 : Ghost
- 1990 : L'Échelle de Jacob (Jacob's Ladder)
- 1991 : Trahie (Deceived) de Damian Harris
- 1993 : My Life
- 1998 : Deep Impact
- 2002 : Stuart Little 2
- 2007 : Mimzy, le messager du futur (The Last Mimzy)
- 2009 : Hors du temps (The Time Traveler’s Wife)

### Comme producteur
- 1990 : Ghost
- 1990 : L'Échelle de Jacob (Jacob's Ladder)

### Comme réalisateur
- 1993 : My Life

## Récompenses
- Oscar du meilleur scénario original pour Ghost de Jerry Zucker